# Cynthia A. Maryanoff
Cynthia Anne Maryanoff (sinh ngày 27 tháng 11 năm 1949 tại Shenandoah, Pennsylvania; nhũ danh Milewski) là nhà hóa học hữu cơ và nhà khoa học vật liệu người Mỹ.

## Lý lịch và những đóng góp
Maryanoff đậu bằng cử nhân khoa học năm 1972 ở Đại học Drexel, và bằng tiến sĩ hóa học hữu cơ năm 1976 ở Đại học Princeton. Từ năm 1976 tới 1977 bà làm nghiên cứu sinh hậu tiến sĩ ở Phân khoa Hóa học Đại học Princeton.
Maryanoff vào làm việc trong các phòng thí nghiệm của Công ty dược phẩm Smith, Kline & French năm 1977 rồi chuyển tới Công ty dược phẩm McNeil Pharmaceutical, một công ty con của hãng dược phẩm Johnson & Johnson năm 1981. Bà thăng tiến trên nấc thang khoa học ở nhiều đơn vị dược phẩm của hãng Johnson & Johnson, đạt chức vụ khoa học cao nhất trong công ty. Năm 2004 Maryanoff chuyển tới Công ty Cordis, một đơn vị sản xuất y cụ của hãng Johnson & Johnson. Hiện nay bà là nhà nghiên cứu lỗi lạc ở Công ty Cordis tại Spring House, Pennsylvania.
Maryanoff nghiên cứu chủ yếu trong lãnh vực hóa học hữu cơ và khoa học vật liệu. Maryanoff là tác giả của khoảng 100 xuất bản phẩm khoa học, trong đó có sách, các chương sách và các bài phê bình khoa học. Bà có 50 bằng sáng chế, và đã được mời diễn thuyết 100 lần trên khắp thế giới.

## Gia đình
Bà kết hôn với Dr. Bruce E. Maryanoff, một nhà hóa học đồng liêu.

## Giải thưởng
- Huy chương Garvan-Olin năm 1999